# Papasidero
Papasidero é uma comuna italiana da região da Calábria, província de Cosenza, com cerca de 1.019 habitantes. Estende-se por uma área de 54 km², tendo uma densidade populacional de 19 hab/km². Faz fronteira com Aieta, Laino Castello, Mormanno, Orsomarso, Praia a Mare, Santa Domenica Talao.

## Demografia
| Variação demográfica do município entre 1861 e 2011                               |
|                                                                                   |
| Fonte: Istituto Nazionale di Statistica (ISTAT) - Elaboração gráfica da Wikipedia |